# Johann Astl
Johann Astl (* 7. Juli 1891 in Ellmau; † 1. November 1964 in Wörgl) war ein österreichischer Politiker (SPÖ) und Elektriker. Er war von 1929 bis 1934 Abgeordneter zum Tiroler Landtag und von 1945 bis 1959 Abgeordneter zum Österreichischen Nationalrat sowie Bürgermeister von Wörgl.

## Ausbildung und Beruf
Astl absolvierte nach der Volksschule eine Fachschule und erlernte den Beruf des Elektromonteurs. Er arbeitete zunächst als Hilfsarbeiter und war in der Folge von 1918 bis 1934 als Elektriker beschäftigt. Auf Grund seines politischen Engagements wurde er 1934 arbeitslos und musste 1934 sowie 1935 politische Haftstrafen verbüßen. Danach fand er von 1937 bis 1945 als Elektro-Vorarbeiter eine Beschäftigung. Danach war Astl Angestellter der Ortskrankenkasse Innsbruck.

## Politik
Astl war zwischen 1928 und 1934 Mitglied des Gemeinderats in Wörgl und vertrat die SPÖ Tirol von 1929 bis 1934 im Tiroler Landtag. Auf Grund seiner Zugehörigkeit zur Sozialdemokratischen Partei verlor er im Zuge des Österreichischen Bürgerkrieges 1934 seine politischen Funktionen. 1945 wurde Astl erneut zum Gemeinderat in Wörgl gewählt, 1952 wurde er Bürgermeister der Stadtgemeinde. Zudem war er vom 19. Dezember 1945 bis zum 9. Juni 1959 Abgeordneter zum Nationalrat.

## Auszeichnungen
- 1957: Großes Ehrenzeichen für Verdienste um die Republik Österreich[1]